# Marie-Josée Croze
Marie-Josée Croze (wym. [maʁi ʒoze kʁɔz]; ur. 23 lutego 1970 w Montrealu) – kanadyjska aktorka filmowa. Laureatka nagrody dla najlepszej aktorki na 56. MFF w Cannes za rolę w filmie Inwazja barbarzyńców (2003) Denysa Arcanda.

## Życiorys
Ta urodzona w Montrealu aktorka pierwsze kroki stawiała na scenie lokalnego La Veillée-Prospero Theatre. Od 1991 regularnie występuje w filmach. Do jej najważniejszych osiągnięć aktorskich należy udział w adaptacji powieści L. Rona Hubbarda Bitwa o Ziemię (2000), gdzie wystąpiła u boku Johna Travolty.
Punktem zwrotnym w jej karierze była rola w filmie Inwazja barbarzyńców (2003) Denysa Arcanda. Otrzymała za nią nagrodę dla najlepszej aktorki na 56. MFF w Cannes oraz nominację do Cezara dla najlepszej aktorki.
W 2005 otrzymała angaż do filmu Stevena Spielberga Monachium. Rok później film Nie mów nikomu z udziałem Marie zdobył dziewięć nominacji do Cezara.
W 2007 wystąpiła w filmie Motyl i skafander Juliana Schnabla, adaptacji powieści Jeana-Dominiqua Bauby'ego. Marie-Josée partnerowali tam Mathieu Amalric i Emmanuelle Seigner.
Zasiadała w jury sekcji "Cinéfondation" na 69. MFF w Cannes (2016).

## Filmografia
Filmy fabularne
- 2016: Iqaluit jako Carmen
- 2016: Spowiedzi (Le confessioni) jako Kanadyjska minister
- 2016: Sprawa Kalinki (Au nom de ma fille) jako Dany
- 2015: 2 yötä aamuun jako Caroline
- 2015: Every Thing Will Be Fine jako Ann
- 2015: Arletty, une passion coupable jako Antoinette
- 2014: Itar el-layl jako Judith
- 2014: Un illustre inconnu jako Clémence Corneli
- 2014: Le règne de la beauté jako Isabelle
- 2014: Kalwaria (Calvary) jako Teresa
- 2013: Zderzenie (Intersections) jako Audrey
- 2012: La certosa di Parma jako Gina Duchesse de Sanseverina
- 2011: Inna cisza (Otros silencios) jako Marie
- 2010: Un balcon sur la mer jako Cathy
- 2009: Mères et filles jako Louise
- 2009: Korkoro jako Mademoiselle Lundi
- 2009: La cuisine jako Louise
- 2009: Kochałem ją (Je l'aimais) jako Mathilde
- 2008: Deux jours à tuer jako Cécile
- 2008: Le Nouveau protocole jako Diane
- 2007: Motyl i skafander (Le Scaphandre et le papillon) jako Henriette Durand
- 2007: Męstwo i honor (Jacquou le croquant) jako matka Jacquou
- 2006: Les oiseaux du ciel jako Tango
- 2006: Nie mów nikomu (Ne le dis à personne) jako Margot Beck
- 2006: La mémoire des autres jako Constance
- 2005: Monachium (Munich) jako Jeanette
- 2005: La petite Chartreuse jako Pascale Blanchot
- 2004: Złodziej życia (Taking Lives) jako Egzaminator medyczny
- 2004: Zdrady, kłamstwa i coś więcej (Mensonges et trahisons et plus si affinités) jako Muriel
- 2004: Ordo jako Louise Sandoli
- 2003: Inwazja barbarzyńców (Les Invasions barbares) jako Nathalie
- 2003: Wielkie nic (Nothing) jako Sara
- 2002: Des chiens dans la neige jako Lucie
- 2002: Ascension jako Kobiata w ciąży
- 2002: Ararat jako Celia
- 2000: Bitwa o Ziemię (Battlefield Earth: A Saga of the Year 3000) jako Mara
- 2000: Maelström jako Bibiane Champagne
- 1999: Morderstwo prawie pewne (Murder Most Likely) jako Marie Cartier
- 1998: HLA identique jako Marie
- 1998: Porywacze (Captive) jako Juliette Laurier
- 1993: La Florida jako Carmen
- 1993: Zelda jako Niania
- 1992: La Postière jako Fille du bordel
- 1991: Le Choix

Seriale telewizyjne
- 2017: Jack Ryan jako Sandrine
- 2012: Wojna i miłość (Birdsong) jako Jeanne
- 2010: Agatha Christie: Poirot jako Greta Ohlsson
- 2003: Largo (Largo Winch)
- 1997: Le Masque jako Nadine Mallette
- 1997: The Hunger jako kobieta / Mimi
- 1992: Montréal P.Q.
- 1989: Chambres en ville jako Noémie Vanasse

## Nagrody
- Nagroda na MFF w Cannes Najlepsza aktorka: 2003 Inwazja barbarzyńców